# Emodotipula
Emodotipula is een ondergeslacht van het geslacht van insecten Tipula binnen de familie langpootmuggen (Tipulidae).

## Soorten
Deze lijst van 19 stuks is mogelijk niet compleet.
- T. (Emodotipula) breviscapha (Alexander, 1953)
- T. (Emodotipula) fabriciana (Alexander, 1966)
- T. (Emodotipula) goetghebuerana (Alexander, 1970)
- T. (Emodotipula) gomina (Dufour, 2003)
- T. (Emodotipula) hemmingseni (Alexander, 1968)
- T. (Emodotipula) hintoniana (Alexander, 1968)
- T. (Emodotipula) holoteles (Alexander, 1924)
- T. (Emodotipula) leo (Dufour, 1991)
- T. (Emodotipula) marmoratipennis (Brunetti, 1912)
- T. (Emodotipula) multibarbata (Alexander, 1935)
- T. (Emodotipula) multisetosa (Alexander, 1935)
- T. (Emodotipula) naviculifer (Alexander, 1920)
- T. (Emodotipula) obscuriventris (Strobl, 1900)
- T. (Emodotipula) saginata (Bergroth, 1891)
- T. (Emodotipula) shogun (Alexander, 1921)
- T. (Emodotipula) stylostena (Alexander, 1961)
- T. (Emodotipula) submarmoratipennis (Alexander, 1936)
- T. (Emodotipula) tenuiloba (Alexander, 1971)
- T. (Emodotipula) vaillantiana (Alexander, 1964)